# Pantachogon militare
Pantachogon militare is een hydroïdpoliep uit de familie Rhopalonematidae. De poliep komt uit het geslacht Pantachogon. Pantachogon militare werd in 1893 voor het eerst wetenschappelijk beschreven door Maas. 